# Asbach-Sickenberg
Asbach-Sickenberg ist eine Gemeinde im thüringischen Landkreis Eichsfeld. Erfüllende Gemeinde für Asbach-Sickenberg ist die Landgemeinde Uder. Asbach und Sickenberg sind zwei der wenigen Dörfer im Landkreis Eichsfeld, die nicht zum historischen Eichsfeld gehören.

## Geographische Lage
Asbach-Sickenberg liegt nahe der hessisch-thüringischen Grenze in den nördlichen Ausläufern des Höhenzugs Gobert. Durch Asbach fließt der Alte Hainsbach als östlicher und durch das nahe Bad Sooden-Allendorf verlaufender Zufluss der Werra. Sickenberg liegt oberhalb vom Tal der Walse, einem weiteren östlichen Werra-Zufluss.

### Gemeindegliederung
Die Gemeinde wurde am 1. Juli 1950 durch den Zusammenschluss der zuvor selbstständigen politischen Gemeinden Asbach und Sickenberg gebildet.

## Geschichte
Asbach wurde erstmals 1284 und Sickenberg erstmals 1298 urkundlich erwähnt. Die Orte gehörten zum Amt- und Burgbezirk der landgräflichen Burg Altenstein (hessisches Amt Allendorf). Seit dem 16. Jahrhundert bildeten beide Dörfer eine Kirchengemeinde. 
Im Februar 1942 trafen Zwangsarbeiter aus der Ukraine in Sickenberg ein. Im Frühjahr 1945 waren weitere 11 Frauen und Männer aus Polen und der UdSSR gemeldet. In der Dorfgaststätte war ein Außenkommando französischer Kriegsgefangener untergebracht.
Die zuvor hessischen Dörfer Asbach und Sickenberg kamen 1945 im Zuge von Grenzkorrekturen (Wanfrieder Abkommen) zur sowjetischen Besatzungszone und somit zu Thüringen. Am 1. Juli 1950 fusionierten beide Orte zur neuen Gemeinde Asbach/Sickenberg. Zu einer Namensänderung kam es am 1. Mai 1992, als sich die Gemeinde von Asbach/Sickenberg in Asbach-Sickenberg umbenannte.
Seit dem 1. Februar 1992 gehörte die Gemeinde zur Verwaltungsgemeinschaft Uder. Mit Auflösung dieser am 1. Januar 2024 wurde die Landgemeinde Uder neugebildet, die erfüllende Gemeinde für Asbach-Sickenberg wurde.

### Einwohnerentwicklung
Entwicklung der Einwohnerzahl (31. Dezember):
| - 1994: 101 - 1995: 114 - 1996: 117 - 1997: 121 - 1998: 113 - 1999: 113 | - 2000: 114 - 2001: 114 - 2002: 120 - 2003: 113 - 2004: 124 - 2005: 124 | - 2006: 120 - 2007: 124 - 2008: 119 - 2009: 110 - 2010: 116 - 2011: 118 | - 2012: 107 - 2013: 105 - 2014: 101 - 2015: 102 - 2016: 102 - 2017: 97 | - 2018: 92 - 2019: 94 - 2020: 96 - 2021: 102 - 2022: 99 |

Datenquelle: Thüringer Landesamt für Statistik

## Politik

### Gemeinderat
Der Gemeinderat von Asbach-Sickenberg setzt sich aus sechs Ratsmitgliedern zusammen.
- Wahlvorschlag FWG Asbach-Sickenberg: 6 Sitze

(Stand: Kommunalwahl am 26. Mai 2019)

### Bürgermeister
Bei den Kommunalwahlen in Thüringen 2019 wurde Siegfried Dellemann (parteilos) mit 91,8 Prozent zum Bürgermeister gewählt.

## Wirtschaft und Infrastruktur

### Wasser und Abwasser
Die Trinkwasserver- und Abwasserentsorgung wurde auf den Zweckverband Wasserversorgung und Abwasserentsorgung Obereichsfeld übertragen.

## Kultur und Sehenswürdigkeiten

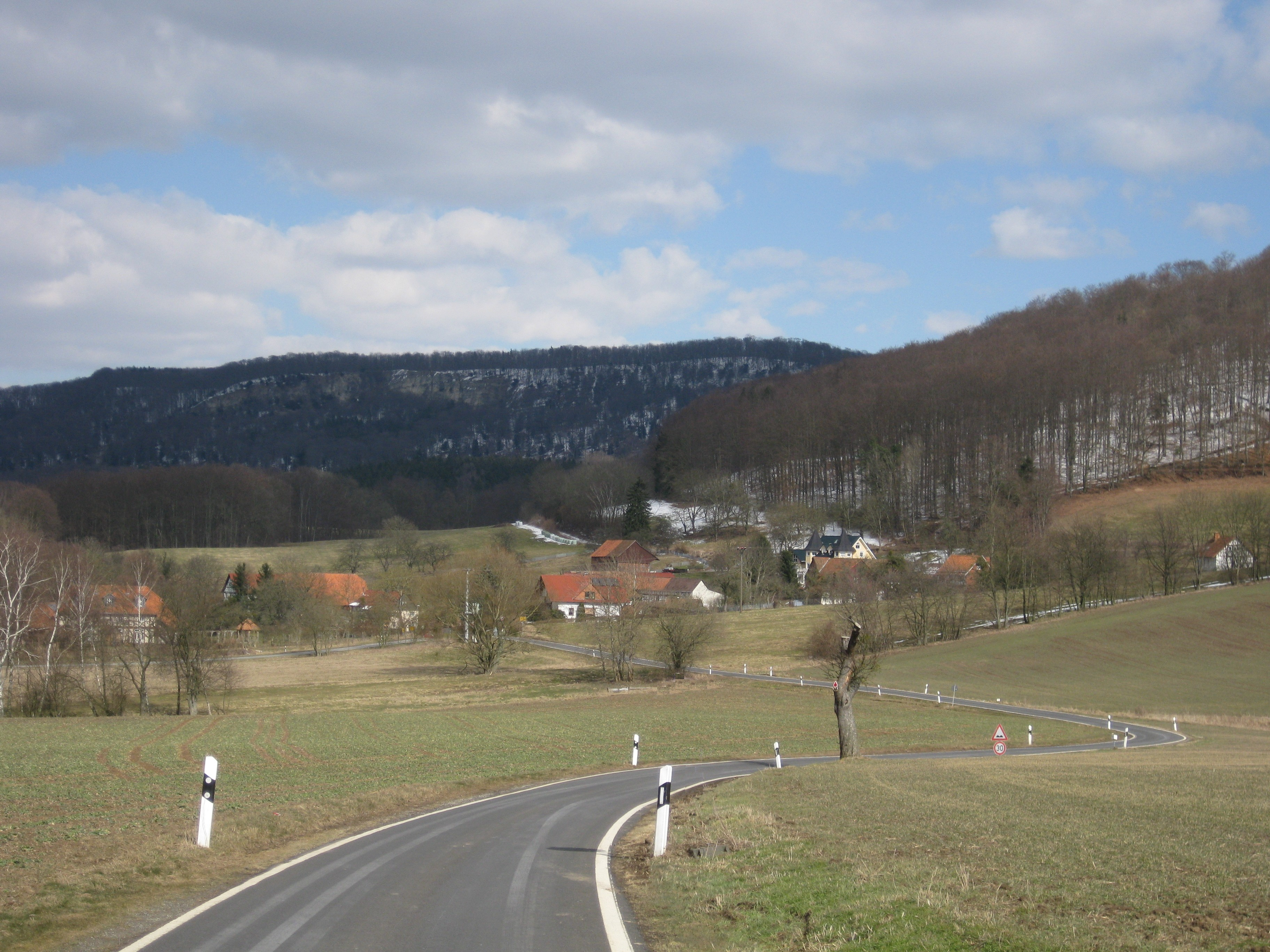
Sickenberg

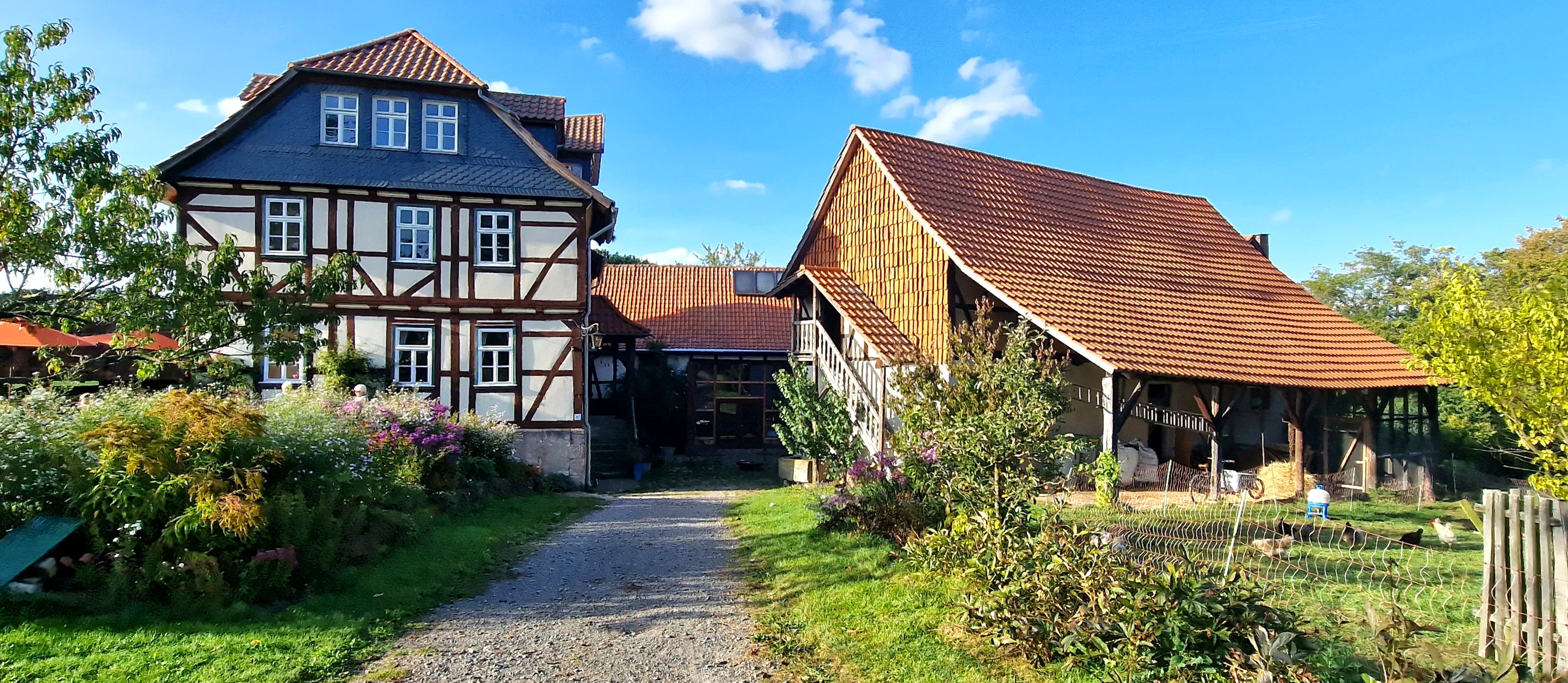
Hof Sickenberg zu Asbach – Sickenberg

### Museen
- Unmittelbar nach der Öffnung der innerdeutschen Grenze entstand das „Grenzmuseum Schifflersgrund“. Es liegt zwischen Bad Sooden-Allendorf und Sickenberg direkt an der ehemaligen innerdeutschen Grenze. Die noch in den 1940er Jahren bewohnte und als Forsthaus genutzte Burgruine Altenstein ist durch die Grenzlage unzugänglich gewesen und war 1990 bereits stark verfallen.

- Der denkmalgeschützte Hof Sickenberg – mit historischer Backstube. Im Hofcafe haben die Betreiber eine Ausstellung zur Geschichte des Ortes Sickenberg eingerichtet.[6]

Alle drei genannten Ziele liegen am 2014 eröffneten Wanderweg Premiumweg 16 Asbach-Sickenberg, der durch die Eichsfeldische Schweiz führt.

### Kirche
Versöhnungskirche (Asbach)

### Vereine
- Freiwillige Feuerwehr Asbach-Sickenberg
- Freizeit-Sportverein Asbach-Sickenberg